# Qin Cycling Team/Saison 2010
Dieser Artikel listet Erfolge und Mannschaft des Radsportteams Qin in der Saison 2010 auf.

## Saison 2010

### Erfolge in der UCI Europe Tour
In den Rennen der Saison 2010 der UCI Europe Tour gelangen die nachstehenden Erfolge.
| Datum      | Rennen                                           | Kat. | Fahrer          |
| ---------- | ------------------------------------------------ | ---- | --------------- |
| 1. Mai     | Grote 1-Mei Prijs                                | 1.2  | Jan Kuyckx      |
| 23. Mai    | 4. Etappe Tour de Berlin                         | 2.2U | Jochen Deweer   |
| 15. August | Belgische Meisterschaft – Einzelzeitfahren (U23) | NC   | Jonathan Breyne |

### Mannschaft
| Name                      | Geburtstag         | Nationalität           | Team 2009                           |
| ------------------------- | ------------------ | ---------------------- | ----------------------------------- |
| Ben Berden                | 29. September 1975 | Belgien                | Revor-Jartazi                       |
| Jonathan Breyne           | 4. Januar 1991     | Belgien                | Neoprofi                            |
| Nicky Cocquyt             | 14. Oktober 1984   | Belgien                | Neoprofi                            |
| Joris Cornet              | 1. September 1991  | Belgien                | Neoprofi                            |
| Ingmar De Poortere        | 27. Mai 1984       | Belgien                | Jong Vlaanderen-Bauknecht           |
| Jochen Deweer             | 20. Februar 1991   | Belgien                | Neoprofi                            |
| Marnix Dreesen            | 17. Juli 1989      | Belgien                | Neoprofi                            |
| Jonathan Dufrasne         | 2. August 1987     | Belgien                | Neoprofi                            |
| Frank van Kuik            | 4. Februar 1981    | Niederlande            | Profel Continental Team             |
| Jan Kuyckx                | 20. Mai 1979       | Belgien                | Verandas Willems                    |
| Eric van de Meent         | 31. Oktober 1985   | Niederlande            | Trek-Marco Polo                     |
| James Spragg              | 19. Juli 1987      | Vereinigtes Königreich | Trek-Marco Polo                     |
| Stijn Steels              | 21. August 1989    | Belgien                | Neoprofi                            |
| Francesco Van Coppernolle | 16. April 1991     | Belgien                | Neoprofi                            |
| Justin Van Hoecke         | 9. August 1989     | Belgien                | Verandas Willems                    |
| Mathias Van Mechelen      | 23. Februar 1988   | Belgien                | Josan Isorex Mercedes Benz Aalst-CT |
| Ruben Van Raepenbusch     | 8. Dezember 1991   | Belgien                | Neoprofi                            |
| Michael Vanderaerden      | 10. Februar 1987   | Belgien                | Profel Continental Team             |
| Alain van der Velde       | 20. Oktober 1985   | Niederlande            | Centri della Calzatura              |
| Jeremy Yates              | 6. Juli 1982       | Neuseeland             | Letua Cycling Team                  |